# باشگاه فوتبال سپاهان در فصل ۰۱–۱۴۰۰
باشگاه فوتبال سپاهان در فصل ۰۱–۱۴۰۰ شصت و هشتمین سال فعالیت خود را سپری کرد. همچنین در بیست و یکمین دوره لیگ برتر شرکت کرد و در لیگ قهرمانان آسیا ۲۰۲۲ حضور داشت.

## خلاصه کوتاه

#### لیگ برتر
سپاهان ابتدا لیگ برتر را بسیار خوب شروع کرد و موفق به پیروزی در سه بازی ابتدایی شد و در ادامه صدر جدول را تا هفته هشتم حفط کرد، اما از هفته دهم دچار افت شدیدی شد و تا هفته اول نیم فصل ادامه داشت. پس از تعطیلات نیم فصل، سپاهان دوباره جان تازه ای گرفت و عملکرد خوبی از خود به نمایش گذاشت اما پس از توقف مقابل استقلال تهران امیدهای قهرمانی این تیم کمرنگ شد  و در ادامه برای نایب قهرمانی و کسب سهمیه جنگید. پیروزی مقابل پرسپولیس، سپاهان را امیدوار به کسب جایگاه دومی کرد اما پس از شکست مقابل فولاد و شاگردان جواد نکونام پرونده نایب قهرمانی لیگ برتر برای سپاهان نویدکیا بسته شد و پس از تساوی مقابل آلومینیوم لیگ برتر را با مقام سومی به پایان رساند.

#### جام حذفی
سپاهان در میانه فصل جام حذفی را آغاز کرد و در قالب مرحله یک شانزدهم نهایی، در یک بازی سخت و دشوار مقابل تیم لیگ دویی باشگاه فوتبال ستارگان اورکی اسلامشهر به پیروزی تک گله دست پیدا کرد اما در مرحله بعدی در ضربات پنالتی مغلوب آلومینیوم اراک شد.

#### لیگ قهرمانان آسیا
سپاهان به عنوان یکی از دو نماینده فوتبال ایران در آسیا عملکرد بدی از خود به نمایش گذاشت. ابتدا در بازی اول مقابل پاختاکور پیروز شد ولی در ادامه مقابل الدحیل و التعاون باخت و یک تساوی در دور برگشت مقابل تیم سعودی بدست اورد. پیروزی دوباره مقابل پاختاکور امید های صعود سپاهان را زنده کرد اما شکست تحقیر آمیز مقابل الدحیل، سپاهان را برای همیشه از جام حذف کرد.